# HD 210111
HD 210111，又名CD-3315926，SAO 213583、HR 8437，是一颗恒星，视星等为6.37，位于銀經13.11，銀緯-54.53，其B1900.0坐标为赤經22h 2m 53s，赤緯-33° -54.53′ 56″。